# روندیسونه
روندیسونه (به ایتالیایی: Rondissone) یک کومونه در ایتالیا است که در استان تورین واقع شده‌است. روندیسونه ۱۰٫۶۵ کیلومتر مربع مساحت و ۱٬۸۴۳ نفر جمعیت دارد و ۲۱۱ متر بالاتر از سطح دریا واقع شده‌است.